# Alpine, Texas
Alpine este un oraș și reședință de comitat din comitatul Barnstable, Texas, Statele Unite ale Americii. Populația sa era de 5.905 locuitori la recensământul din 2010. Orașul are o altitudine de 4,475 ft (1.364 m), iar jur vârfurile muntoase din apropiere au o altitudine de peste 1.000 de metri. 

## Geografie
Orașul se află pe un platou înalt, în Deșertul Chihuahua, spre Munții Davis la nord și Munții Chisos la sud. Aflorimentele de roci vulcanice sunt răspândite spre nord-vest. Alte straturi de roci au fost expuse în timp, munții fiind forțați să se ridice și apoi erodați. 
Alpin este situat pe US Route 90 la aproximativ 26 mile (42 km) est de Marfa și 31 de kilometri vest de Marathon.
Potrivit United States Census Bureau, orașul are o suprafață totală de 12,1 kilometri pătrați (4,7 mi2).